# Josef Serlin

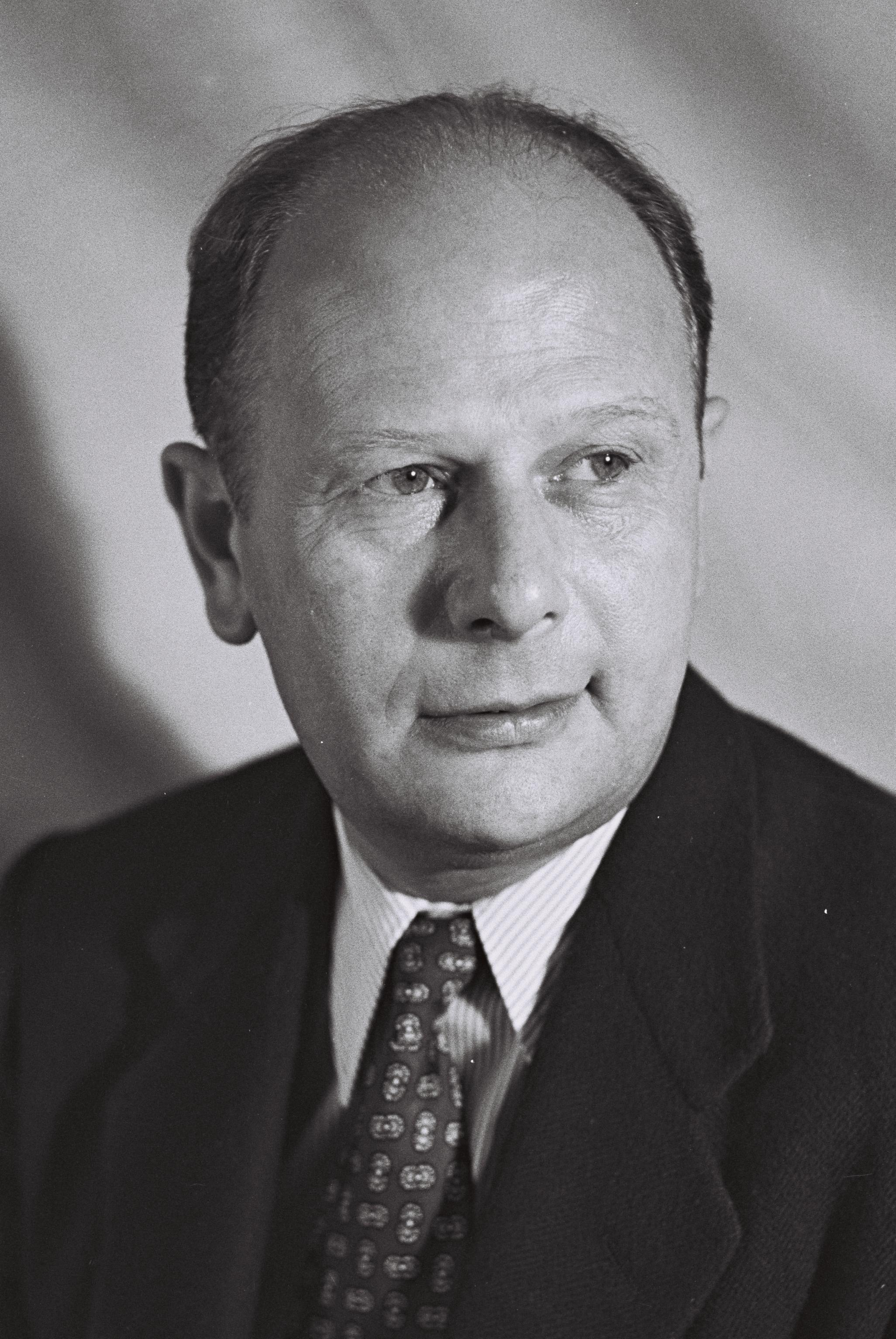
Josef Serlin, 1951

Josef Serlin (hebräisch יוֹסֵף סֶרְלִין; * 24. Februar 1906 in Białystok, russländisches Gouvernement Grodno; † 15. Januar 1974 in Israel) war ein Zionist, Jurist und israelischer Politiker.

## Leben
Serlin besuchte eine Jeschiva in Białystok, das ab 1919 ans wiedererstandene Polen kam, studierte dann Rechtswissenschaften an der Universität Warschau und wurde Jurist im Jahre 1929. Er war in der zionistischen Bewegung in Polen. Er war der persönliche Sekretär von Nachum Sokolow im Jahr 1930. Im Jahr 1933 wanderte er nach Palästina aus, um in Tel Aviv als Jurist zu arbeiten. Ab 14. Mai 1948 war er Mitglied des israelischen Übergangsparlaments Provisorischer Staatsrat (hebräisch מוֹעֶצֶת הַמְּדִּינָה הַזְְּמַנִּית Mōʿetzet haMdīnah haZmannīt).
Für die ersten vier Legislaturperioden von 1949 bis 1961 war er Mitglied der Knesset für die Allgemeinen Zionisten. Von 1961 bis 1965 war er Mitglied der Knesset für die Miflagah Liberalit Jisreʾelit. Von 1965 bis 1974 war er Knessetabgeordneter des Gachal. 1952/53 war er Verkehrsminister und 1953 bis 1955 war er Gesundheitsminister. Begraben wurde er auf dem Friedhof Nachalat Jizchaq in Givʿatajim.
Ihm zu Ehren wurde nach seinem Tode ein Hospital in Tel Aviv in Joseph-Serlin-Klinik umbenannt.